# باب‌اسفنجی شلوارمکعبی (فصل ۱۲)
دوازدهمین فصل از مجموعه تلویزیونی انیمیشن باب اسفنجی شلوار مکعبی که توسط زیست شناس و انیماتور سابق استیون هیلنبورگ ساخته شد.این فصل در شبکه نیکلودئون٬ در روز ۱۱ نوامبر ۲۰۱۸ آغاز شد. و در آوریل ۲۰۲۱ به پایان رسید مجری برنامه های این فصل مارک سک کارلی و وینسنت والر هستند که همچنین تهیه کنندگان مشترک اجرایی هستند. این آخرین فصلی بود که هیلنبرگ قبل از مرگ در ۲۶ نوامبر ۲۰۱۸ در آن حضور داشت.